# Benoît Séverac
Pour les articles homonymes, voir Séverac.
 (novembre 2023).

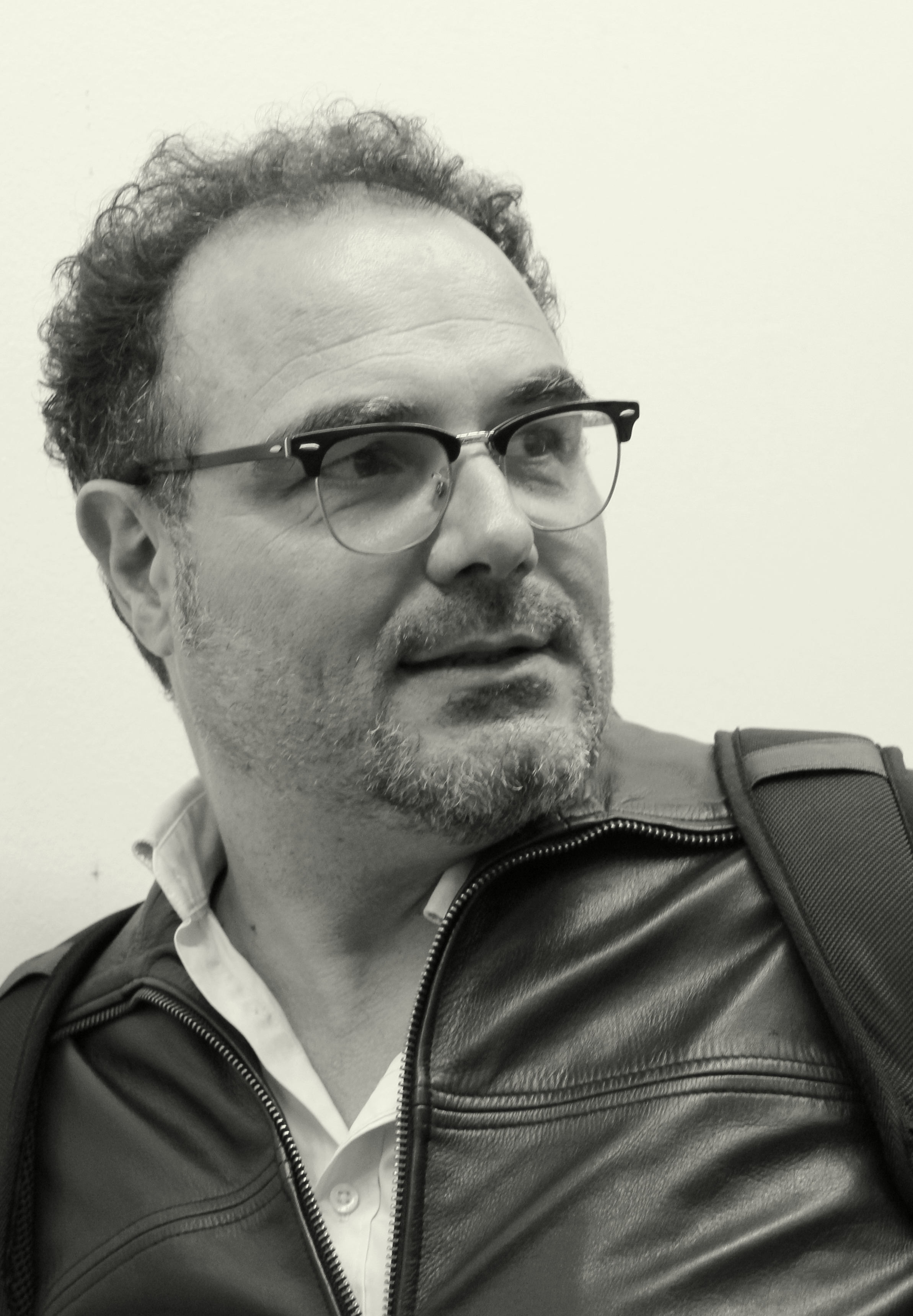
Benoît Séverac en 2014

Benoît Séverac, né en 1966, est un écrivain français, romancier et nouvelliste. Il écrit en littérature noire et policière, adulte et jeunesse. Il vit à Toulouse, ville qu’il utilise souvent comme toile de fond pour ses fictions.

## Biographie
Benoît Séverac a longtemps enseigné l’anglais à l’École nationale vétérinaire de Toulouse ainsi qu’aux étudiants du Diplôme national d’œnologie de Toulouse[réf. souhaitée].
Il est dégustateur agréé par le Comité interprofessionnel des vins d’Alsace, ex-Internal Assessor du Wine and Spirit Education Trust de Londres et membre du jury de dégustation « aval qualité » du Comité interprofessionnel des vins du Sud-Ouest[source insuffisante].

## Œuvres

### Romans pour adultes
- Le Tableau du peintre juif (Éditions La Manufacture de livres, 2023) (Éditions 10/18, 2023)

Prix des lecteurs de Cherbourg-en-Cotentin 2023
- Skiatook lake (Éditions Le Passage, 2021). Roman coécrit avec Hervé Jubert
- Tuer le fils (Éditions La Manufacture de livres, 2020), (Éditions Pocket, 2021)
- Wazhazhe (Éditions Le Passage, 2018). Roman coécrit avec Hervé Jubert
- 115 (Éditions La Manufacture de livres, 2017), (Éditions Pocket, 2018)

Prix des lecteurs, festival polar de Cognac, 2018 ,
Prix du polar Sud Ouest / Lire en Poche 2019 
- Trafics (Éditions Pocket, 2017). (1ère parution sous le titre de Le Chien arabe aux éditions La Manufacture de livres, 2016)
- On peut pas faire ça à Guy Novès (Éditions Court Circuit, 2016)
- Arrête tes six magrets (Éditions Baleine, collection Le Poulpe, 2015)
- Rendez-vous au 10 avril (Éditions Pocket, 2018). (1ère parution en 2009 aux éditions Tme)
- Les Chevelues (Éditions 10/18, collection Grands Détectives, 2019), (1ère parution en 2007 aux éditions TME)

Traduit en anglais (É.-U.) sous le titre de Pax Romana (Enigma Books Editors, 2010)

### Romans jeunesse
- Le Clash (Éditions Syros, 2025)

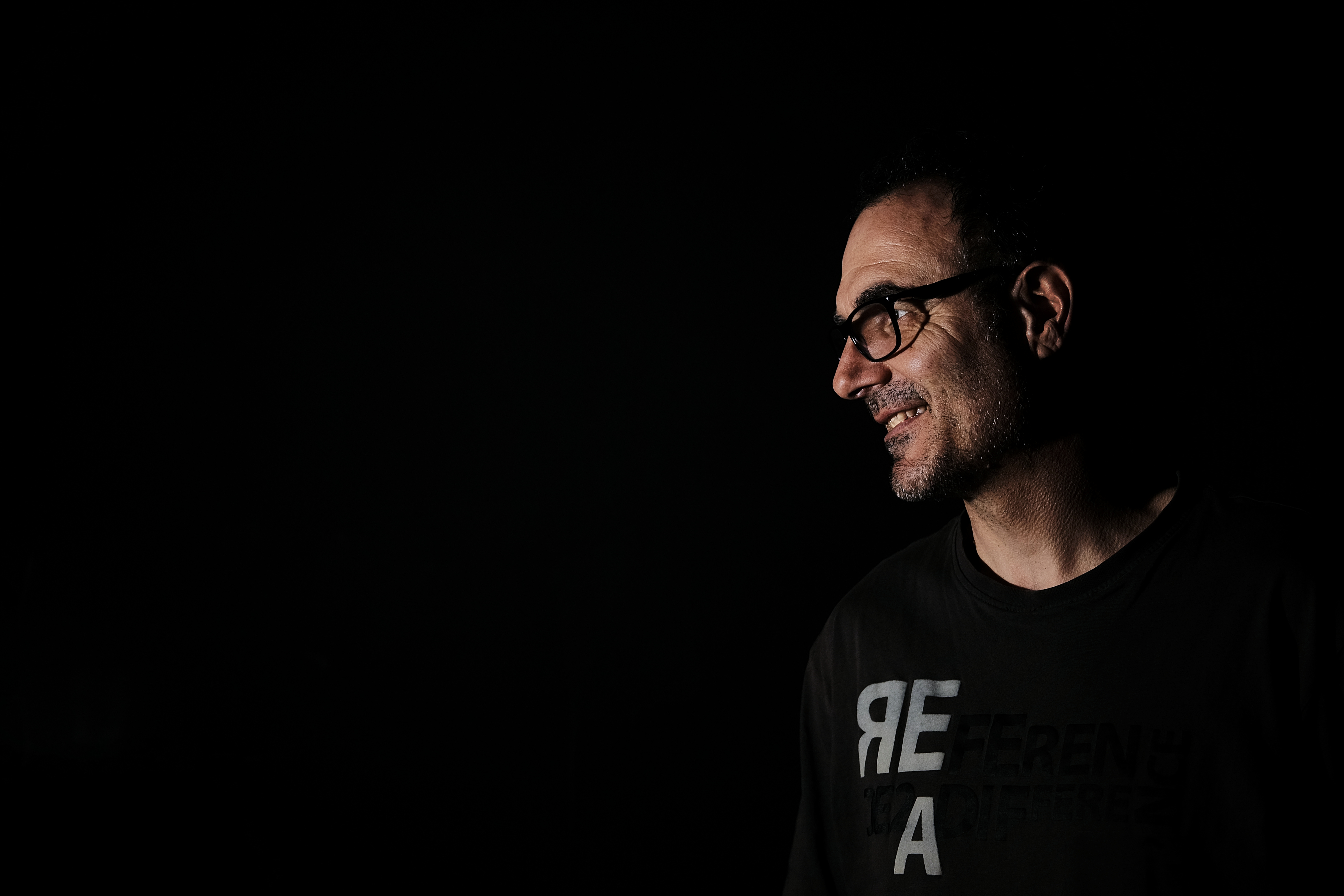
Benoît Séverac en 2017

- Les Sœurs Lakotas (Éditions Syros, 2023)
- L'Étranger dans le grenier (Rageot, 2021)
- Le jour où mon père a disparu (Éditions Syros, 2020)
- Une caravane en hiver (Éditions Syros, 2018)
- Little sister (Éditions Syros, hors collection, 2016),  (ISBN 978-2-7485-2092-7)
- L'Homme-qui-dessine (Éditions Syros, hors collection, 2014)
- Le Garçon de l'intérieur (Éditions Syros, Collection Rat Noir, 2013)

Inscrit sur la liste des Outstanding Books de l'International Board on Books for Young People (IBBY), Toronto
- Silence (Éditions Syros, Collection Rat Noir, 2011)

### Principales nouvelles
- Crânes d’Ovalie in Toulouse Noir, éditions Asphalte, 2024
- Mon adjudant in L’été de nos vingt ans, Marathon des Mots de Toulouse, 2024
- Ondes algériennes Éd. La Manufacture de livres, 2023 ; première édition in Revue Gibraltar, un pont entre deux mondes n°5, décembre 2016
- L’Allée des indigents in Bologna, au-delà des frontières, Zorba éditions, 2024
- Donnant-donnant - Revue Gibraltar, un pont entre deux mondes n°11, novembre 2022
- Funérailles posthumes - Nouvelle lue et publiée dans le cadre du Marathon des Mots de Toulouse, 2021 / Recueil "Une année 2020"
- Boise City in Refuge(s), salon Noir sur la Ville de Lamballe, 2021
- N’est pas témoin de Jéhovah qui veut - publiée en ligne dans le cadre du salon de Lisle-Noir, 2020, annulé pour cause de COVID19.
- Toca i se gausas - Nouvelle publiée en 2019 dans le cadre du projet culturel européen INTERREG "Routes Singulières" en partenariat avec la mairie de Foix (09), en collaboration avec l'artiste plasticienne Christel Llop.
- La Vérité sur Chloé D. (in Je Bouquine, novembre 2019)
- Coup double in Hammett Detective, Syros 2015, anthologie de nouvelles.
- Le Tour, de père en fils, 12-21, l'éditeur numérique, juillet 2013, à l'occasion de la 100e édition du Tour de France.
- Des caravanes sous la mer, Revue Gibraltar, un pont entre deux mondes no 1, décembre 2012.
- Le Gang des Pyrales, Éditions Loubatières Nouvelles dans le cadre du festival La Novela 2012, organisé par la mairie de Toulouse.
- Une heure à tuer, Revue culturelle Les cahiers d'Adèle no 4, novembre 2009
- Le Canal aux Trousses, Éditions Gelbart, Le Canal du Midi, 2007, collection patronnée par l'UNESCO

### Production audio-visuelle et autres
- Caravane - Court métrage réalisé par Xavier Franchomme, coécriture du scénario, 2016[6]. Production soutenue par la région Midi-Pyrénées
- Une peur bleue - Nouvelle illustrée par la calligraphe contemporaine Françoise Michaud, exposition dans le cadre du festival Toulouse Polars du Sud, 2015.
- Textographies - Collaboration hebdomadaire avec le photographe Jules Séverac au Tumblr « Textographies », depuis mars 2015.
- Territoires Polars (collection France 3 - INA, 2013) - Tournage de trois films documentaires (52 min), réalisés par Jean-Pierre Vedel. Benoît Séverac a participé en tant que personnage-fil rouge du film et auteur des voix-offs. Régions concernées : Midi-Pyrénées, Normandie et Corse.
- La machine à explorer le temps de H.G. Wells, mythe anglais et réalité toulousaine - Rédaction du rallye-enquête organisé par le festival La Novela de la mairie de Toulouse en partenariat avec l'association Toulouse Polars du Sud, organisatrice du festival des littératures policières de Toulouse, 2014.